# Syberia (Mława)
Pour les articles homonymes, voir Syberia (homonymie).
Syberia (prononciation : [sɨˈbɛrja]) est un village polonais de la gmina de Strzegowo dans le powiat de Mława de la voïvodie de Mazovie dans le centre-est de la Pologne.
Il se situe à environ 8 kilomètres au nord de Strzegowo (siège du powiat), 19 km au sud-ouest de Mława (siège du powiat) et à 98 km au nord-ouest de Varsovie (capitale de la Pologne).

## Histoire
De 1975 à 1998, le village appartenait administrativement à la voïvodie de Ciechanów.